# Pholidota clemensii
Pholidota clemensii är en orkidéart som beskrevs av Oakes Ames. Pholidota clemensii ingår i släktet Pholidota och familjen orkidéer. Inga underarter finns listade i Catalogue of Life.